# 松田岳 (俳優)
松田 岳（まつだ がく、1992年11月20日 - ）は、日本の俳優である。
兵庫県出身。ブルーシャトル所属。

## 略歴
母親の勧めで劇団ひまわりに入団し、幼少のころよりCM出演などで活動していた。「高校の受験に必要」という動機で、中学3年のときからくるみダンスファクトリーにてダンスを習う。兵庫県立宝塚北高等学校演劇科を卒業し、大学で舞台芸術を学ぶ。
2012年、舞台『ミュージカル 忍たま乱太郎』第三弾の潮江文次郎役で本格的に俳優デビュー。映画『忍たま乱太郎 夏休み宿題大作戦!の段』でも同役を演じている。同年に所属事務所プロデュースの舞台『ゼロ』にて主演を務め、続けて『ゼロ・ファイター』『壬生狼』で主演を務める。
2013年、テレビドラマ『仮面ライダー鎧武/ガイム』にザック / 仮面ライダーナックル役でレギュラー出演する。
2023年4月5日、OFFICIAL FANCLUB 「garden」がオープン。
2023年6月14日、一般女性との結婚を報告。

## 人物・エピソード
特技はジャズダンス・モダンダンス・クラシックバレエ・日舞・狂言・殺陣・アクション・サッカー。
性格について自身では「熱くなるとやりすぎる」「考えずに突っ走る」と述べている。
中学時代にダンスを教わり2010年に死去した恩師が「くるみ」という名前であったため、『仮面ライダー鎧武/ガイム』で演じるザックがクルミをモチーフとした仮面ライダーナックルに変身することが決定したことには縁を感じたという。
仮面ライダーシリーズは『仮面ライダークウガ』などを観ていたという。

## 出演

### テレビドラマ
- 臥竜の天 伊達政宗 〜独眼竜と呼ばれた男〜（2013年3月、BS-TBS） - 片倉小十郎 役
- 土曜ワイド劇場 ホゴカン 熱血保護司・村雨晃司の事件簿（2013年8月、テレビ朝日） - 喜多川裕也 役
- 特捜最前線2013〜7頭の警察犬（2013年9月、テレビ朝日） - 観光ガイド風の男B 役
- 仮面ライダー鎧武/ガイム（2013年10月 - 2014年9月、テレビ朝日） - ザック / 仮面ライダーナックル 役
- 新春ワイド時代劇 影武者 徳川家康（2014年1月、テレビ東京） - 松平忠吉 役
- 出入禁止の女〜事件記者クロガネ〜 第4話（2015年2月、テレビ朝日）- 堀江和博 役
- 刑事7人 第1話（2015年7月、テレビ朝日） - 19歳の江尻孝之 役
- 喧騒の街、静かな海（2016年7月、NHK）
- ビジョメン！ 第1話・第2話（2022年12月、TSKさんいん中央テレビ）[12]

### その他のテレビ番組
- 歴史秘話ヒストリア（NHK総合）
  - 『愛と悲しみの大奥物語』（2016年5月6日） - 生島新五郎 役
  - 『遊園地を百倍楽しめる はじめて物語』（2017年3月17日） - 喜多一晴 役
- 天才てれびくん（2025年4月 - 、NHKEテレ） - デブリ役

### 舞台
- オペラ喜歌劇『こうもり』（2011年7月） - バーテンダー 役
- ミュージカル『忍たま乱太郎』 - 潮江文次郎 役
  - ミュージカル『忍たま乱太郎』第三弾 〜山賊砦に潜入せよ〜（2012年1月12日 - 22日、東京ドームシティ シアターGロッソ）
  - ミュージカル『忍たま乱太郎』第三弾 〜山賊砦に潜入せよ〜 再演（2012年7月4日 - 15日、サンシャイン劇場）
- 裏ワザ①『漏れて100年』（2012年5月3日 - 7日） - 主演・さち / うた / 無限 役
- ブルーシャトルプロデュース
  - ブルーシャトルプロデュース『ゼロ』（2012年12月20日 - 23日、あうるすぽっと / 2013年1月11日 - 14日、ABCホール） - 主演・トキコウヘイ 役
  - ブルーシャトルプロデュース『ゼロ・ファイター』（2013年6月） - 主演・トキコウヘイ 役
  - ブルーシャトルプロデュース『壬生狼』（2014年1月16日 - 19日、ABCホール） - 主演・土方歳三 役[10]
  - ブルーシャトルプロデュース『零式 ZERO SHIKI』（2014年8月16日 - 19日、ABCホール / 10月23日 - 26日、シアター代官山） - サカイカモン 役
  - ブルーシャトルプロデュース『幸村』〜真田戦記〜（2015年3月26日 - 29日、ABCホール / 5月20日 - 25日、シアター代官山） - 主演・真田信繁（真田幸村）役
  - 劇団ひまわり・ブルーシャトルプロデュース『雪の女王』 A Heartfelt Story（2015年9月21日 - 27日、あうるすぽっと / 10月29日 - 11月21日、ABCホール） - 主演・クリス 役
  - ブルーシャトルプロデュース『真田幸村』2016年3月24日 - 27日、あうるすぽっと / 4月2日 - 4日、ナレッジシアター） - 主演・真田幸村 役
  - ブルーシャトルプロデュース『龍の羅針盤』 - 主演・坂本龍馬 役
    - 第一部・幕末死闘編（2016年11月24日 - 28日、ナレッジシアター / 12月10日 - 12日、伝承ホール）
    - 第二部・維新回天編（2017年2月2日 - 6日、ナレッジシアター / 2月16日 - 20日、CBGKシブゲキ!!）

  - ブルーシャトルプロデュース『新選組』（2017年12月15日 - 23日、あうるすぽっと / 2018年1月20日 - 29日、ナレッジシアター） - 吉田稔麿 役
  - ブルーシャトルプロデュース『新選組』完結編・暁ノ章・宵ノ章・終ノ章（2019年2月2日 - 12日、あうるすぽっと / 2月16日 - 24日、ナレッジシアター） - 吉田稔麿 / 坂本龍馬 役
  - ブルーシャトルプロデュース『戦場の翼』（2019年6月25日 - 29日、シアター代官山 / 7月5日 - 7日、ナレッジシアター）[13]
  - ブルーシャトルプロデュース 日本史ROCK SHOW BSP『承久の乱』（2020年9月3日 - 6日、あうるすぽっと / 10日 - 13日、ABCホール） - 主演・後鳥羽上皇 役
  - ブルーシャトルプロデュース 日本史ROCK SHOW BSP Vol.2『応仁の乱』（2021年6月10日 - 14日、ABCホール / 18日 - 27日、シアター代官山） - 足利義政 役
  - ブルーシャトルプロデュース『織田信長』（2023年2月24日 - 27日、伝承ホール / 3月9日 - 12日、ナレッジシアター） - 主演・織田信長 役[14]
  - ブルーシャトルプロデュース『松陰狂詩曲』（2024年11月28日 - 12月4日、あうるすぽっと / 12月12日 - 17日、ナレッジシアター） - 主演・吉田松陰 役[15]
- ミュージカル『薄桜鬼』 - 土方歳三 役
  - ミュージカル『薄桜鬼』〜新選組奇譚〜（2016年1月4日 - 11日、天王洲 銀河劇場 / 1月15日 - 17日、大阪メルパルクホール）※ 主演
  - ミュージカル『薄桜鬼』HAKU-MYU LIVE2（2016年8月12日 - 13日、京都劇場 / 2016年8月16日 - 17日、Zepp Divercity）
  - ミュージカル『薄桜鬼』〜原田左之助篇〜（2017年4月14日 - 16日 、梅田芸術劇場 シアタードラマシティ / 4月26日 - 30日、AiiA2.5 Theater Tokyo）
  - ミュージカル『薄桜鬼』HAKU-MYU LIVE3（2022年10月29日 - 30日、Zepp Namba / 11月11日 - 13日、Zepp Divercity）※11月13日 ゲスト出演[16]
- パラノイア★サーカス（2016年2月 - 3月） - ウチュウ飛行士 / カイジン20面相 役
- 僕とあいつの関ヶ原（2016年7月） - 島左近 / 染音 役
- モマの火星探検記（2017年8月） - ガーシュウィン 役
- GEM CLUB Ⅱ（2018年3月 - 4月）
- クレスト☆シザーズ（2018年5月） - 戸川那智 役
- 光の祭典（2018年6月） - 江上 役
- ミュージカル『ゴースト』
  - ミュージカル『ゴースト』（2018年8月 - 9月） - ウィリー 役
  - ミュージカル『ゴースト』（2021年3月5日 - 4月11日、シアタークリエ 他）
- 2.5次元ダンスライブ - 弥生春 役
  - 2.5次元ダンスライブ『ツキウタ。』ステージ 第6幕『紅縁』（2018年10月18日 - 11月4日、品川ステラボール）
  - 2.5次元ダンスライブ『ツキウタ。』ステージ 第7幕『CYBER-DIVE-CONNECTION』（2018年12月5日 - 9日、ヒューリックホール東京 / 12月13日 - 16日、メルパルクホール）
  - 『ツキステ。』＆『スケステ』合同ダンスライブ『LUNATIC LIVE 2018』（2018年12月26日 - 27日、大宮ソニックシティ大ホール）
  - 2.5次元ダンスライブ『ツキウタ。』ステージ 第8幕『TSUKINO EMPIRE-Unleash your mind』（2019年3月27日 - 31日、舞浜アンフィシアター）
  - 2.5次元ダンスライブ『S.Q.S』Episode 4『TSUKINO EMPIRE2 -Beginning of the World-』（2019年9月26日 - 29日、舞浜アンフィシアター）※ゲスト出演[17]
  - 2.5次元ダンスライブ『ツキウタ。』ステージ 第9幕『しあわせあわせ』（2019年10月30日 - 11月4日、ヒューリックホール東京）
  - 2.5次元ダンスライブ『ツキウタ。』ステージ 第10幕『太極伝奇』（2020年1月29 - 2月2日、ヒューリックホール東京）
- 舞台『Collar×Malice』 - 白石景之 役
  - 舞台『Collar×Malice』-岡崎契編-（2019年5月2日 - 12日、シアターサンモール / 17日 - 19日、松下IMPホール）[18][19][20]
  - 舞台『Collar×Malice』-榎本峰雄編＆笹塚尊編-（2021年9月9日 - 14日、こくみん共済 coop ホール スペース・ゼロ）[21]
  - 舞台『Collar×Malice』-白石景之編-（2022年12月22日 - 28日、こくみん共済 coop ホール スペース・ゼロ）[22]
  - 舞台『Collar×Malice』-柳愛時編-（2023年5月14日 - 21日、こくみん共済 coop ホール スペース・ゼロ）[23]
  - 舞台『Collar×Malice -deep cover-』（2024年8月11日 - 19日、こくみん共済 coop ホール スペース・ゼロ）※映像出演[24]
- 舞台『乱歩奇譚 Game of Laplace ～怪人二十面相～』（2019年8月5日 - 12日、品川プリンスホテルクラブ eX） - ハナサキ 役
- る・ひまわり×明治座年末“祭”シリーズ『明治座の変 麒麟にの・る』（2019年12月28日 - 31日、明治座） - 荒木村重 役
- 劇団ひまわり『コルチャックと子どもたち』（2020年3月21日 - 30日、あうるすぽっと / 4月9日 - 12日、ナレッジシアター） - 主演・コルチャック 役
- 時間制作プロデュース『どうせ死んでいく。』（2020年6月17日 - 25日、CBGKシブゲキ！！）
- Monkey Works Vol.04『グッバイ・エイリアン』（2020年7月8日 - 12日、草月ホール） - 荻原民夫 役
- リモートシアター『ムカウミライ』（2020年8月17日 - 23日、Zoom）
- 舞台版『誰ガ為のアルケミスト』～宛名ノナイ光～（2020年10月7日 - 11日、RELIVE360・FanStream） - ワギナオ 役 ※無観客生配信
- 舞台『賭博黙示録カイジ』（2020年12月4日 - 6日、京都劇場 / 12月10日 - 13日、ヒューリックホール東京） - 杉田（バランス理論）役
- チャオ！明治座祭10周年記念特別公演『忠臣蔵 討入・る祭』（2020年12月28日 - 31日、明治座） - 東山天皇 役
- 舞台『エンタメSTAGE-SHOW CASE-』（2021年5月3日 - 9日、博品館劇場）
- 劇団TEAM-ODAC 第37回本公演 【15周年記念公演】『浦安鉄筋家族～子ども大戦争～』（2021年7月10日 - 18日、スペース・ゼロ）
- Allen suwaru Lab vol.7『ホウム。』（2021年7月23日、シアターブラッツ）
- 『あんさんぶるスターズ!THE STAGE』 - 乱凪砂 役
  - 劇団『ドラマティカ』ACT1 / 西遊記悠久奇譚（2021年10月23日 - 27日、日本青年館ホール / 11月1日 - 7日、AiiA 2.5 Theater Kobe / 11月12日 - 14日、TACHIKAWA STAGE GARDEN） - 玉龍・牛魔王（乱凪砂） 役
  - 『あんさんぶるスターズ!THE STAGE』-Track to Miracle-（2022年2月19日 - 27日、日本青年館ホール / 3月4日 - 13日、AiiA 2.5 Theater Kobe）[25]
  - 劇団『ドラマティカ』ACT2 / Phantom and Invisible Resonance（2022年6月24日 - 7月3日、品川プリンスホテル ステラボール / 7月8日 - 10日、東大阪市文化創造館 Dream House 大ホール / 7月14日 - 24日、京都劇場） - ギィ・フェルディナント（乱凪砂）役[26]
  - 『あんさんぶるスターズ!THE STAGE』-Witness of Miracle-（2022年10月7日 - 16日、品川プリンスホテル ステラボール / 10月21日 - 30日、京都劇場 / 11月3日 - 6日、COOL JAPAN PARK OSAKA WWホール）[27]
  - 『あんさんぶるスターズ！THE STAGE』-Party Live-（2023年3月25日 - 26日、ぴあアリーナMM）[28]
  - 劇団『ドラマティカ』ACT3 / カラ降るワンダフル！（2023年10月17日 - 22日、品川プリンスホテル ステラボール / 10月27日 - 11月5日、サンケイホールブリーゼ / 11月17日 - 19日、キャナルシティ劇場） - 主演・帽子屋（乱凪砂） 役[29]
- シンる・ひま オリジナ・る ミュージカ・る『明治座で逆風に帆を張・る!!』（2021年12月28日 - 31日、明治座）- 北条時房 役[30]
- 舞台『無人島に生きる十六人』（2022年4月15日 - 24日、こくみん共済 coop ホール / スペース・ゼロ） - 小川仁太郎 役[31]
- 横内正×シェイクスピア Romantic Comedy『十二夜 Twelfth Night』（2022年5月11日 - 15日、こくみん共済 coop ホール / スペース・ゼロ） - セバスチャン 役[32]
- 音楽朗読劇『フェルメール・ブルー』（2022年8月4日、TOKYO FMホール） - テオ・ファン・ウェインハールデン 他 役[33]
- 朗読劇『吸血鬼ドラキュラ 〜Eternal Love〜』（2022年8月18日、TOKYO FMホール） - ジョナサン・ハーカー 役[34]
- 笑う門には福来・る祭 『明治座でどうな・る家康』（2022年12月23日 - 26日、明治座 / 2023年1月8日、梅田芸術劇場） - 織田信長 役 ※大阪のみ出演[35]
- 年末年始『シン・るコンサート』（2022年12月31日 - 2023年1月1日、梅田芸術劇場シアター・ドラマシティ）[36]
- 江戸川乱歩 名作朗読劇『孤島の鬼』（2023年1月26日、紀伊國屋サザンシアターTAKASHIMAYA） - 諸戸道雄 役[37]
- 舞台『文豪ストレイドッグス 共喰い』（2023年6月9日 - 11日、COOL JAPAN PARK OSAKA WWホール / 6月22日 - 7月2日、日本青年館ホール） - イワン・G 役[38]
- ロンドンコメディ『Run For Your Wife』（2023年7月12日 - 19日、あうるすぽっと） - 新聞記者 役 ※7月14日 日替わり出演[39]
- 舞台『転生したらスライムだった件』（2023年8月3日 - 5日、メルパルクホール大阪 / 8月11 - 14日、日本青年館ホール） - ガビル 役[40]
- 舞台『刀剣乱舞』 - 長曽祢虎徹 役[41]
  - 舞台『刀剣乱舞』七周年感謝祭 -夢語刀宴會-（2023年8月6日、幕張メッセ 幕張イベントホール）[42]
  - 舞台『刀剣乱舞』心伝 つけたり奇譚の走馬灯（2024年6月8日 - 30日、THEATER MILANO-Za / 2024年7月5日 - 14日、COOL JAPAN PARK OSAKA WWホール / 2024年7月19日 - 21日、キャナルシティ劇場）[41]
  - 舞台『刀剣乱舞』士伝 真贋見極める眼（2025年7月・8月）[43]
- ミュージカル『風の人たち』（2023年8月16日 - 20日、あうるすぽっと） - 梅本 役[44]
- シンるひま オリジナる ミュージカる『ながされ・る君へ～足利尊氏太変記～』（2023年12月28日 - 31日、明治座） - 北条高時 / 吉田定房 役[45]
- 少年社中 25周年記念ファイナル 第42回公演【テンペスト】（2024年1月6日 - 21日、サンシャイン劇場 / 1月25日 - 28日、梅田芸術劇場シアター・ドラマシティ）-   ※1月15日 日替わり出演[46]

- HIGH CARD the STAGE - CRACK A HAND（2024年1月19日 - 29日、シアター1010） - ヴィジャイ・クマール・シン 役[47]
- 舞台『地獄楽-終の章-』（2024年2月15日 - 18日、シアター1010 / 2月23日 - 25日、クールジャパンパークTTホール） -  山田浅ェ門 十禾 役[48]
- 時をかけ・る～LOSER～（2024年3月22日 - 24日、新国立劇場小劇場） - 吉川広家 役ほか[49]
- 朗読劇「むかしむかしあるところに、死体がありました。」（2024年4月18日 - 20日、シアター1010）※4月19日 日替わり出演[50]
- 朗読劇『若きウェルテルの悩み』（2024年5月4日、TOKYO FMホール） - ウェルテル 役[51]
- 舞台『ブルーロック』 - 士道龍聖 役
  - 舞台『ブルーロック』3rd STAGE（2024年8月9日 - 12日、東大阪市文化創造館 Dream House 大ホール / 8月17日 - 25日、シアターH）[52]
  - 舞台『ブルーロック』4th STAGE（2025年5月15日 - 25日、THEATER MILANO-Za / 5月30日 - 6月1日、東大阪市文化創造館 Dream House 大ホール）[53]
- 江戸川乱歩 名作朗読劇『少年探偵団』（2024年9月7日、紀伊國屋サザンシアター TAKASHIMAYA） - 主演・小林芳雄 役[54][55]
- 前田慶次 かぶき旅 STAGE&LIVE〜肥後の虎・加藤清正編〜（2024年9月27日 - 10月6日、シアターH / 2024年10月31日 - 11月4日、サンケイホールブリーゼ） - 佐々木小次郎 役[56]
- 舞台『フルーツバスケット The Final』（2024年10月18日 - 27日、ヒューリックホール東京） - 草摩晶 役（映像出演）[57]
- コメディ朗読劇CONTELLING『とりあえずウーロン茶』（俳優編）（2024年12月20日、よみうり大手町ホール）[58]
- マーダーミステリーShowcase〜5人の証言〜（2025年1月17日 - 19日、全電通労働会館）[59]
- SF空想科学朗読劇『宇宙戦争』(2025年1月9日、I'M A SHOW）[60]
- ミュージカル『贄姫と獣の王〜the KING of BEASTS〜』（2025年3月14日 - 23日、天王洲 銀河劇場 / 3月28日 - 30日、梅田芸術劇場 シアター・ドラマシティ） - グレイプニル 役[61][62]
- ハジケ・る ポップコーン一座『テイ・る オブ ナイトメア』〜不思議の国の給仕係〜（2025年3月21日 - 30日、I'M A SHOW） ※3月25日 日替わりゲスト出演[63][64]

### 映画
- 忍たま乱太郎 夏休み宿題大作戦!の段（2013年7月6日公開） - 潮江文次郎 役
- 仮面ライダーシリーズ
  - 仮面ライダー×仮面ライダー 鎧武&ウィザード 天下分け目の戦国MOVIE大合戦（2013年12月14日公開） - ザック 役
  - 劇場版 仮面ライダー鎧武 サッカー大決戦!黄金の果実争奪杯!（2014年7月19日公開） - ザック / 仮面ライダーナックル 役
  - 仮面ライダー×仮面ライダー ドライブ&鎧武 MOVIE大戦フルスロットル（2014年12月13日公開） - ザック 役
- 天使のいる図書館（2017年2月11日公開） - 青年時代の田中草一朗 役
- 縁側ラヴァーズ（2020年7月17日公開） - 佐々木諒 役
- 元メンに呼び出されたら、そこは異次元空間だった（2021年8月27日公開）
- 新メンを募集したら、そこも異次元空間だった。（2023年夏以降公開）[65]
- 縦型映画「TikTok怪談×ワンミニ女」（2024年1月31日公開）[66]

### オリジナルビデオ
- 鎧武外伝（2015年） - ザック / 仮面ライダーナックル 役
  - 仮面ライダー斬月/仮面ライダーバロン
  - 仮面ライダーデューク/仮面ライダーナックル（ナックル編主演）

### 配信・WEBドラマ
- スマ恋シリーズ第2弾 恋弓（2015年10月16日配信、全5話） - 主演・柏木凛空 役（滝口幸広とW主演）
- 逃げた花嫁 before the stage（2021年11月20日配信、全4話） - ハナダ 役

### CM
- NTT西日本『Bizひかりクラウド』（2011年）
- カンコー学生服『カンコーB-1 FeelAir』（2012年）
- アークレイ ラジオCM『親子の物語』シリーズ（2012年）[67]

### ラジオ
- ラジオiNEWS（2019年5月28日、ラジオNIKKEI第1）

### モデル
- エディック（2006年） - スチールモデル
- 京都産業大学附属中学校（2006年） - パンフレットモデル

### ゲーム
- 仮面ライダーバトル ガンバライジング（2014年、バンダイ） - 仮面ライダーナックル 役
- 仮面ライダーバトル ガンバレジェンズ（2023年、バンダイ） - 仮面ライダーナックル 役

### その他
- プレミアムバンダイ限定 DXマロンエナジーロックシード（2015年、バンダイ） - ザック 役
- COMPLETE SELECTION MODIFICATION 戦極ドライバー（2021年3月、バンダイ） - ザック / 仮面ライダーナックル 役

### ライブ
- 超英雄祭 KAMEN RIDER×SUPER SENTAI LIVE&SHOW 2016（2016年1月20日・21日）

### MV
- いろは坂48カーブ『天下人マジナリテー』

## 作品

### 写真集
- 『がく』（2016年11月24日、東京ニュース通信社）

### CD
- 処方箋男子 Vol.4 栗花落律人（2021年7月30日）
- Love Trianglar～キミを誰より愛してる！Vol.10 班目隼人（2024年4月7日）

### DVD
- 松田岳DVD『Cheer up!』（2023年2月11日）

### キャラクターソング
| 発売日        | 商品名                                           | 歌         | 楽曲                | 備考                                                                         |
| ------------- | ------------------------------------------------ | ---------- | ------------------- | ---------------------------------------------------------------------------- |
| 2014年9月24日 | 仮面ライダー鎧武 Music Arms                      | TEAM BARON | 「Never Surrender」 | 特撮テレビドラマ『仮面ライダー鎧武/ガイム』挿入歌                            |
| 2022年6月22日 | 仮面ライダー 50th Anniversary TV THEME SONG BEST | TEAM BARON | 「Dance With Me」   | オリジナルビデオ『鎧武外伝 仮面ライダーデューク/仮面ライダーナックル』挿入歌 |

### ユニットメンバー
1. ↑  駆紋戒斗（小林豊）、ザック（松田岳）、ペコ（百瀬朔）